# 아마야 다이스케
아마야 다이스케(天谷 大輔, 1977년 4월 29일~)는 일본의 인디 게임 개발자이다. 게임 발표시 사용했던 닉네임 픽셀(Pixel)로도 불린다. 아마야 다이스케는 동굴 이야기를 1인 개발한 것으로 알려져있다.

## 게임
그가 만든 것들 중 가장 유명한 동굴 이야기는 프리웨어 PC 플랫폼 게임으로 혼자서 5년간 개발한 끝에 2004년에 공개한 게임이다. 동굴 이야기는 비평가들로부터 긍정정인 평가를 받았다.
동굴 이야기 베타 버전 이전 2000년에 오징어짱(いかちゃん, Ikachan)이란 게임을 공개한바 있다.
또한 2014년 5월 11일에 윈도우 버전과 아이폰 버전으로 게로 블래스터(ケロブラスター, Kero Blaster)를 공개했다.

## 작품
- 《이카짱》 (2000)
- 《아카자시》 (2001)
- 《메가네》 (2003)
- 《동굴 이야기》 (2004)
- 《거스트》 (2007)
- 《나이트스카이》 (2011)
- 《핑크 아워》 (2014)
- 《케로 블래스터》 (2014)
- 《핑크 헤븐》 (2015)

## 같이 보기
- 동굴 이야기
- 인디 게임